# Čejov
Čejov település Csehországban, a Pelhřimovi járásban. Čejov Věž, Herálec, Humpolec, Kejžlice és Budíkov településekkel határos. Lakosainak száma 649 fő (2024. január 1.).

## Népesség
A település lakosságának változását az alábbi diagram mutatja:
| Lakosok száma | 732  | 804  | 858  | 658  | 553  | 439  | 590  | 604  | 630  | 649  |
|               | 1869 | 1890 | 1921 | 1950 | 1980 | 2001 | 2017 | 2019 | 2022 | 2024 |